# Disacàrid

Una molécula de sacarosa, que és un disacàrid format per dos monosacàrids diferents, una fructosa i una glucosa. La sacarosa és el sucre comú que mengem a taula.

Un disacàrid és un tipus de glúcid de fórmula empírica C₁₂H22O11 que es forma per la unió de dos monosacàrids per mitjà d'un enllaç covalent. Els disacàrids són solubles en aigua i dolços. Des del punt de vista nutritiu, la seva funció a l'organisme és la d'aportació d'energia. Alguns dels disacàrids més coneguts són la sacarosa, la lactosa o la maltosa, per exemple. Algunes persones poden tenir intolerància a alguna d'aquestes substàncies. Una molècula formada per la unió regular d'un o diversos tipus de monosacàrids és un polisacàrid, cal no confondre'ls amb els oligosacàrids.

## Propietats físiques
Els disacàrids tenen en general diferents propietats físiques i químiques que els monosacàrids que els formen. Tot i així, aquests monosacàrids sí que influeixen, dependent de quins siguin, a les propietats de cada un dels disacàrids resultants, que en general seran diferents.
Depenent dels monosacàrids que els constitueixin, els disacàrids resultants poden ser dolços, poden ser cristal·lins, poden ser enganxosos i poden ser solubles en aigua, però n'hi ha que no tenen algunes o cap d'aquestes característiques.

## Aspectes químics
Tots els disacàrids consten de cadenes d'hidrocarburs de dotze carbonis. Estan formats per la unió de dos monosacàrids amb un enllaç covalent, això provoca, respecte als dos monosacàrids inicials per separat, l'eliminació d'un àtom d'hidrogen d'un d'ells i d'un grup carboxil en l'altre, que s'uneixen formant una molècula d'aigua.
Alguns disacàrids poden ser reductors; és a dir, que tenen tendència a buscar oxidar-se; però no necessàriament, això depèn de com sigui l'enllaç entre els dos monosacàrids. Així, si l'enllaç O-glucosídic entre els dos és dicarbonílic, el disacàrid resultant no serà oxidant ni reductor, com és el cas, per exemple, de la sacarosa o la trehalosa. En canvi, si un dels dos carbonis de l'enllaç, pertanyents a cada monosacàrid, no és carbonílic (és a dir, no forma part de l'enllaç O-glucosídic), llavors el disacàrid resultant tindrà caràcter reductor, com ocorre per exemple amb la maltosa o la cel·lobiosa.

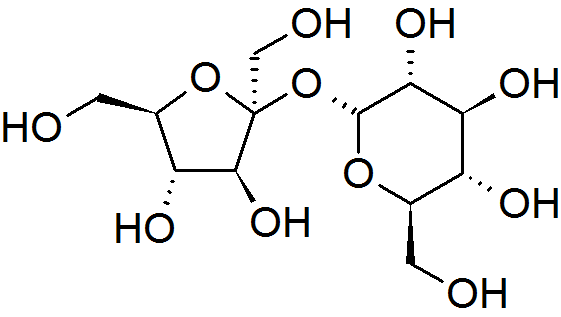
Enllaç glucosídic entre dos carbonis, un de cada monosacàrid, que dona el caràcter neutre, ni reductor ni oxidant, a la molècula de la sacarosa. Com un dels dos carbonis al costat de l'enllaç per mitjà de l'oxigen ja té un grup carboxil (-OH), és a dir, amb un oxigen, ja no necessita buscar més oxígens enfora.
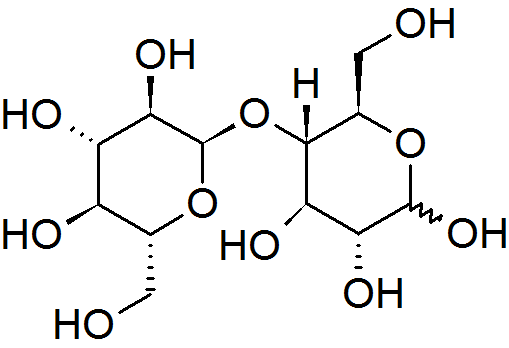
La maltosa està formada per dues glucoses. Fixeu-vos que cap dels dos carbonis que toquen l'enllaç covalent amb l'oxigen té cap grup -OH que li pengi. Això provoca que el hidrogen marcat com a -H estarà àvid d'un oxigen per a formar un grup -OH, que és el que dona el caràcter reductor de la maltosa.
Cel·lobiosa. Aquesta molècula tindrà també caràcter reductor.
Trehalosa. Com els dos enllaços que uneixen els dos monosacàrids ja són reductors, la molècula final perd la capacitat reductora.
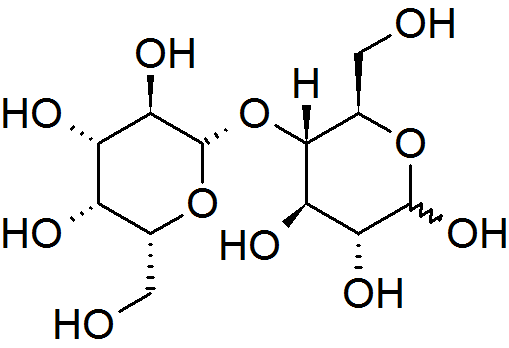
Lactosa.
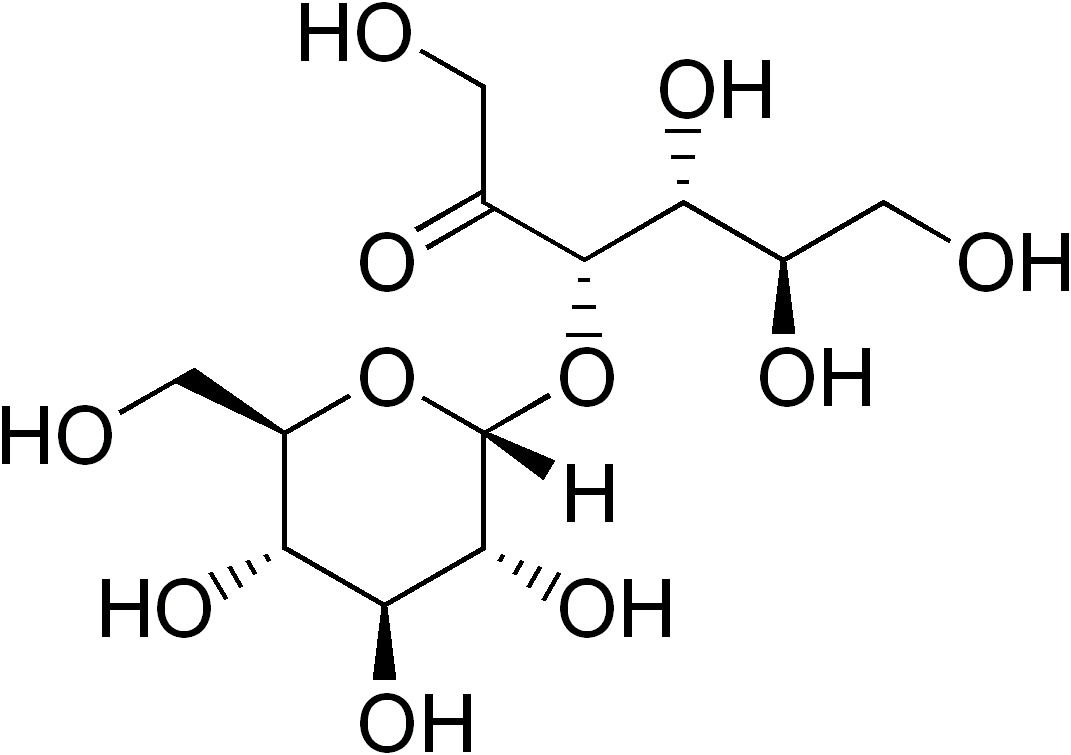
Un dels isòmers de la turanosa

## Aspectes biològics
Els disacàrids es consumeixen principalment per la seva aportació energètica i són primer tractats al tub digestiu, a la mucosa del qual es troben les disacaridases, uns enzims que hidrolitzen l'enllaç que uneix els dos monosacàrids i així els torna a separar, i així seran posteriorment absorbits a l'intestí.

### Principals intoleràncies als disacàrids
L'absència dels enzims capaços de separar els disacàrids poden donar lloc a intoleràncies a alguns aliments que contenen alguns disacàrids particulars, com per exemple:
- Intolerància a la lactosa, i per tant, a la llet, a causa de manca o dèficit de lactasa, l'enzim que separa la lactosa en glucosa i galactosa.
- Intolerància a la sacarosa, per dèficit de sacarasa
- Intolerància a la trehalosa, per dèficit de trehalasa

## Alguns disacàrids particulars
Alguns disacàrids són els següents:
- La sacarosa: és el sucre que fem servir habitualment a la cuina. Naturalment es troba, per exemple, a la canya de sucre, la remolatxa, la mel, etc. Està format per una molècula de fructosa i una de glucosa i no té caràcter reductor.
- La lactosa: es troba a la llet materna de tots els mamífers. En principi, l'ésser humà només pot digerir-la quan és un nadó, tot i que en algunes cultures en les quals l'ésser humà ha continuat bevent llet -d'altres animals- essent adult, la majoria d'individus ha acabat per digerir-la també d'adult. En Àsia, per exemple, en general no és el cas. Està format per una molècula de glucosa i una de galactosa.
- La maltosa: es troba en algunes fruites, a la cervesa, l'oli i les fècules. La molècula de la maltosa està formada per dues glucoses enllaçades amb un enllaç α entre els carbonis 1 d'una d'elles i el 4 de l'altra. Com aquest segon no és anomèric, la maltosa té caràcter reductor.